# Кишкины
Кишкины — русские дворянские роды.
Предок самого древнего из них, Асенбех Кишка, по сказанию древних родословцев, выехал из Польши в конце XIV века. Двое Кишкиных убиты в «Московское разоренье», двое под Ляховичами (1655) и один под Конотопом (1659); несколько Кишкиных были в XVII веке воеводами и стольниками. Этот род Кишкиных был внесён во II часть родословной книги Владимирской губернии.
Один род Кишкиных восходит к концу XVI века. (Гербовник, VIII, 26), два — к первой половине XVII века, а остальные семь родов — более позднего происхождения.
При подаче документов (1686) для внесения рода в Бархатную книгу, была предоставлена родословная роспись Кишкиных.

## Описание герба
Щит разделён от верхних углов диагонально к середине щита и перпендикулярно вниз на три части, из коих в верхней в голубом поле изображён золотой крест, в правом красном поле крестообразно положены серебряная секира и карабин. В левом золотом поле находится крепость красного цвета с двумя башнями, на коих означен стоящий лев, обращённый в правую сторону.
Щит увенчан дворянскими шлемом и короной. Нашлемник: согбенная в латах рука с мечом. Намёт на щите голубой и красный, подложенный золотом. Герб рода Кишкиных внесён в Часть 8 Общего гербовника дворянских родов Всероссийской империи, стр. 26.

## Известные представители
- Кишкин Семён — губной староста, воевода в Юрьеве-Польском (1625—1626 и 1638—1639).
- Кишкин Захарий Васильевич — суздальский городовой дворянин (1629).
- Кишкин Самсон Алексеевич — московский дворянин (1668—1677).
- Кишкины: Юрий Иванович и Матвей Тимофеевич — стольники царицы Прасковьи Фёдоровны (1686—1692).
- Кишкин Тимофей Алексеевич — воевода в Берёзове (1689).
- Кишкин Дмитрий Алексеевич — стряпчий (1692).
- Кишкины: Зилот Захарьевич, Тимофей, Никита, Матвей и Иван Алексеевичи, Иван Зилотович, Григорий и Василий Самсоновичи, Василий Дмитриевич — стольники (1682—1692)[2][3].